# Shaul Mofaz
Shaul Mofaz nasceu em Teerão, Irão em 1948. Foi Ministro dos Transporte de Israel, Vice-Primeiro Ministro, e Ministro da Defesa. Foi também o dácimo sexto Chefe do Estado Maior das Forças de Defesa Israelitas, e o segundo israelita de origem mizrají em ocupar esse posto.

## Biografia
Nascido em Teerão (ainda que seus pais fossem oriundos de Isfahán), Mofaz chegou a Israel com seus pais, em 1957. Ao graduar-se da escola secundária uniu-se às Forças de Defesa Israelitas em 1966, e serviu na Brigada Pára-quedista. Participou na Guerra dos Seis Dias, na Guerra do Yom Kipur, na Guerra do Líbano de 1982 e na Operação Entebbe, com os pára-quedistas e o Sayeret Matkal, uma unidade de elite das forças especiais.
Mofaz foi então nomeado como comandante da brigada de infantería da guerra do Líbano de 1982. Posteriormente assistiu ao US Marine Corps Command and Staff College em Quantico, Virginia. Ao regressar, foi nomeado Comandante da Escola de Oficiais (mas por pouco tempo), antes de voltar ao serviço activo como comandante da Brigada de Pára-quedistas, em 1986.
Shaul Mofaz serviu numa série de altos postos militares, tendo ascendido ao posto de General de Brigada em 1988. Em 1993 foi nomeado comandante das forças estacionadas na Cisjordânia. Em 1994 ascendeu a General de Divisão, comandando os Corpos Armados do Sul. A sua ascensão foi rápida e continuou: em 1997, Mofaz foi nomeado Adjunto do Chefe de Estado Maior General, e em 1998 foi nomeado Chefe do Estado Maior General.
O Chefe de Estado Maior General Shaul Mofaz, em uma reunião com o Secretário Anexo de Defesa Paul Wolfowitz (à esquerda), e outros altos servidores públicos do Departamento de Defesa em o Pentágono . O seu mandato como Chefe do Estado Maior destacou-se pelas reformas financeiras e estruturais do exército israelita. Mas o acontecimento mais importante no exercício do seu cargo foi o eclodir da Segunda Intifada. As duras tácticas empreendidas por Mofaz foram motivo de preocupação generalizada da comunidade internacional, mas receberam um amplo apoio da opinião pública israelita. Foi então que estalou a controvérsia sobre a ofensiva em Yenín, as incursões intermitentes na Faixa de Gaza, e o contínuo isolamento de Yasser Arafat.
Mofaz previu a onda de violência que se avizinhava já em 1999, e preparou-se para a posterior guerra de guerrilhas nos seus territórios. Localizou postos fortificados na Faixa de Gaza e, devido à anticipacão de tácticas para conflitos urbanos, e o uso inteligente das 'topadoras' (bulldozers), conseguiu manter as baixas da Força de Defesa de Israel controladas. No entanto, foi criticado por grupos de esquerda devido aos métodos que tinha empregue (como as demolições de casas).